# Ulfert Paul Beckert
Ulfert Paul Beckert (* 16. Februar 1937 in Lichtenstein/Sachsen; † 18. Januar 1993 auf Teneriffa) war ein deutscher freischaffender Fotograf. Beckert war der Bruder des Architekten Hannsgeorg Beckert und Sohn des Architekten Paul Beckert.

## Leben
Nach dem Abitur in Lichtenstein (1955) und Flucht aus der DDR (1957) studierte Beckert an der Höheren staatlichen Fachschule für Fotografie und Film in Berlin (West). Nach Studienabschluss arbeitete er von 1959 bis 1963 als angestellter Fotograf der Firma Braun GmbH in Kronberg im Taunus in der von Dieter Rams geleiteten Abteilung für Formgebung. Ab 1963 war er als selbständiger Fotograf mit Atelier in Offenbach a M. tätig. Beckert wurde 1975 Mitglied des Bund Freischaffender Fotografen (BFF). In den 1970er und 1980er war er Lehrbeauftragter für Fotografie an der Hochschule für Gestaltung in Offenbach.

## Fotografie
Schwerpunkte der fotografischen Arbeit von Beckert waren die Architekturfotografie, die Sachfotografie und die Landschaftsfotografie. Besonders bedeutsam sind die Fotografien der Bauprojekte des Frankfurter Architekturbüros ABB zwischen den 1950er und den 1970er Jahren, die diese Bauten „in kongenialer Weise“ erfassen. Beckert arbeitete noch bis in die 1980er Jahre für die Firma Braun GmbH, deren Produktkataloge und deren Kochbücher er fotografierte. Der Hamburger Fotograf Richard Stradtmann schrieb in seinem Nachruf auf Beckert:

„Das progressive Erscheinungsbild der Firma Braun AG Produkte fand in den 60er Jahren weltweites Ansehen durch die überragende fotografische Darstellung von Ulfert Beckert. Seine Tätigkeit im kreativen Umfeld von Dieter Rams prägte und bestimmte die Klasse der Fotografie; eine Fotografie von faszinierender Perfektion, kombiniert mit imponierender Stilsicherheit.“

In Zusammenarbeit mit dem Grafikdesigner Christof Gassner entwickelte Beckert die bildnerische Darstellung der Produkte des Lautsprecherherstellers Canton HiFi Electronics. Seit den 1960er Jahren fotografierte Beckert außerdem Interieurs für Möbelfirmen wie Knoll International und für die Zeitschrift Schöner Wohnen. Später fotografierte er Reisereportagen etwa für die Zeitschriften Für Sie und essen&trinken. Eine Reportage von Beckert erschien in den 1960er Jahren in der Zeitschrift camera. Die Heidelberger Galerie Rothe präsentierte 1965 Arbeiten von Beckert in der Ausstellung Terra magica. Kunst und Naturform, zusammen mit Werken der Künstler Wolff Buchholz und Karl Fred Dahmen.